# Delahaye 16 CV

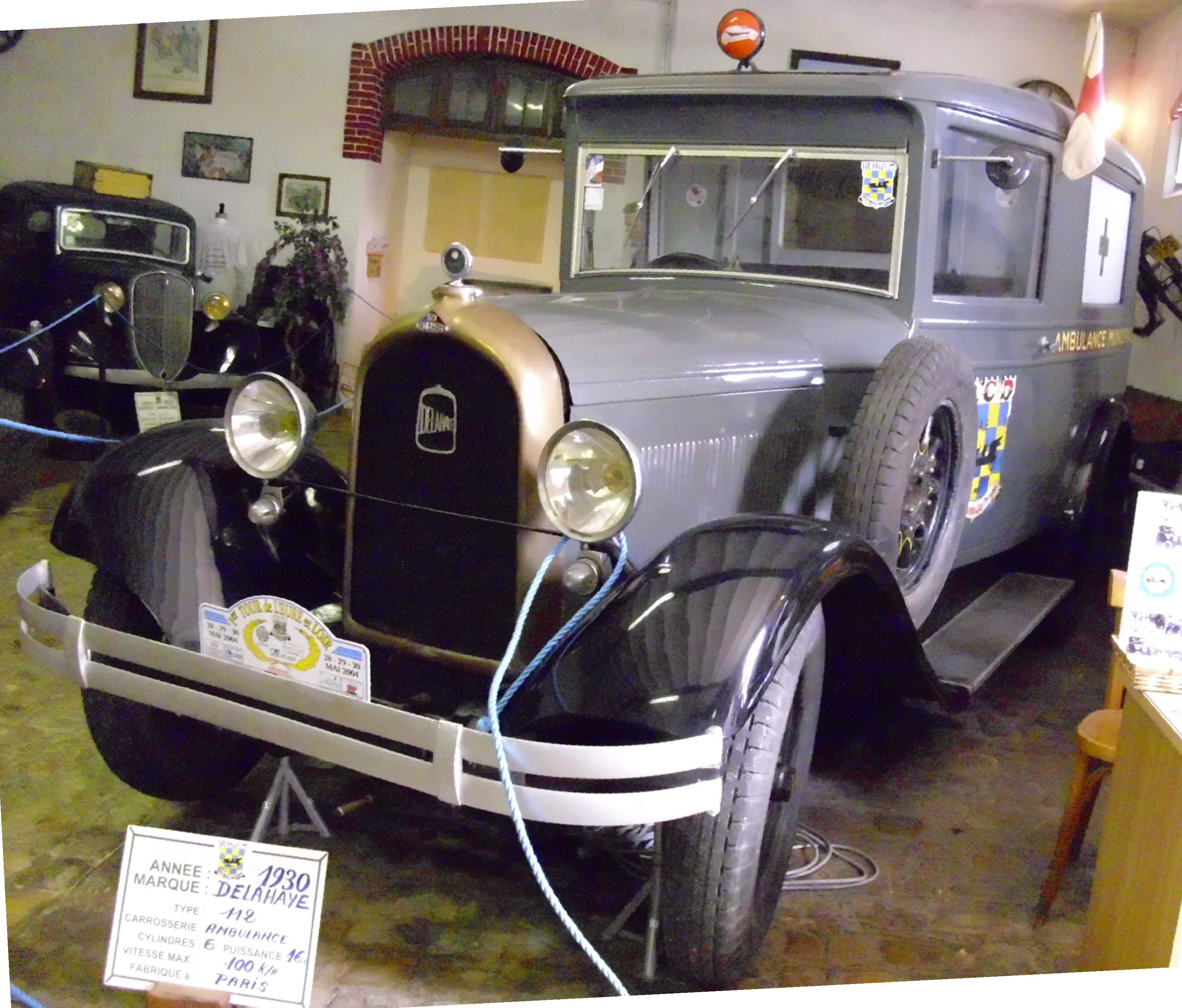
Delahaye Type 112

Der Delahaye 16 CV war eine Pkw-Modellreihe des französischen Automobilherstellers Delahaye. Dabei stand das CV für die Steuer-PS. Zu dieser Modellreihe gehörten: 
- Delahaye Type 112 (1927–1932)
- Delahaye Type 126 (1931–1934)